# Psychomyia higleri
Psychomyia higleri är en nattsländeart som beskrevs av Schmid 1997. Psychomyia higleri ingår i släktet Psychomyia och familjen tunnelnattsländor. Inga underarter finns listade i Catalogue of Life.